# إيليزا د. كيث
إيليزا د. كيث (بالإنجليزية: Eliza D. Keith)‏ (1854 – 1939) كانت معلمة وكاتبة وصحفية أمريكية من كاليفورنيا. كتبت كيث تحت الأسماء الفنية إيرلي دوغلاس ودي فيرنون. كتبت لكل من صحيفة ديموريست الشهرية، وكايت فيلدز واشنطن، وغود هاوسكيبينغ، وذا ديلي ألتا كاليفورنايا، وسان فرانسيسكو كرونيكل، وسان فرانسيسكو إكزامينر، وسان فرانسيسكو كول، والنشرة الإخبارية لسان فرانسيسكو. كانت مراسلة خاصة لريكورد يونيون في سان فرانسيسكو، ذا جورناليست، وكيت فيلدز واشنطن. كانت كيث عضوًا في رابطة صحافة نساء ساحل المحيط الهادئ، ورابطة إلينوي للصحافة، وجمعية سان فرانسيسكو لمنع القسوة ضد الحيوانات، ورابطة رياض أطفال غولدن غيت.
كانت كيث، من أصول نيو إنجلاند وكنيكربوكر، من مواطني سان فرانسيسكو وخريجة من مدارسها العامة. تحت الاسم الفني «دي فينون»، بدأت مسيرتها المهنية كاتبة في النشرة الإخبارية لسان فرانسيسكو. نسخت مقالاتها على نطاق واسع في مختلف أنحاء الولايات المتحدة، وظهرت في الصحف الرائدة في سان فرانسيسكو، وساحل المحيط الهادئ، وفي عديدٍ من صحف الساحل الشرقي. في عديدٍ من المناسبات، عملت كيث مراسلة خاصة لريكورد يونيون في ساكرمنتو، ممثلةً الصحيفة في المعرض العالمي الكولومبي.
حصلت على الميدالية البرونزية لجمعية سان فرانسيسكو لمنع القسوة ضد الحيوانات نظرًا للخدمات التي بذلتها في مطبوعاتها الداعية إلى منع القسوة ضد الحيوانات. وأعربت عن اعتقادها بالوطنية العملية والجهود الجادة لإنقاذ العلم الأمريكي من التدنيس. كان أول مقال لها في سن الثالثة عشرة بعنوان «علمنا». حثت كيث على الاحتفال بيوم كولومبوس من قبل أطفال المدارس من خلال عمودها باسم «دي فيرنون» في نشرة سان فرانسيسكو الإخبارية.
أسست لفكرة الوطنية بين أطفال المدارس، لتعرف باسم «وسام العلم الأمريكي». كانت كيث أول مدرس يقدم تحية العلم الأمريكي كجزء من تمارين الافتتاح المعتادة كل يوم في الفصل الدراسي. في نهاية المطاف، انضمت المدرسة بأكملها إلى التمرين. حفز هذا العمل الرائد كثيرين آخرين على السير على الطريق الذي بدأته كيث. في شهر مارس من العام 1894، شعرت كيث بالرضى عندما شهدت تبني فكرتها الوطنية رسميًا. أصدر مجلس التربية والتعليم في سان فرانسيسكو قرارًا يقضي بأن تُعطى آخر ساعة من يوم الجمعة الأخير من كل شهر لتمارين وطنية منها تحية العلم. توفيت عام 1939. 

## السنوات المبكرة والتعليم
ولدت إليزا دوغلاس كيث عام 1854 في سان فرانسيسكو إلى ويليام هنري كيث وسارة آن أتويل (1836 – 1924). كان جدها من أمها جوزف فيرفيلد أتويل (1811 – 1891) ناشرًا موسيقيًا في مدينة نيويورك، لكنه رحل إلى كاليفورنيا في عام 1849، حيثُ يذكر بأنه «مغامر الـ49» وأحد كبار الموظفين العموميين. عمل اثنان من إخوته محررين، والد كيث، ويليام، الذي كان كيميائيًا معروف في سان فرانسيسكو، يجرب ضرب العملات في دار سك كاليفورنيا، ونائب جابي ضرائب ميناء كاليفورنيا. كانت من أصل نيكربوكير. اسمها الأوسط، دوغلاس، هو شكل إنجليزي لكنية جدتها من والدتها، إليزا أ. دوغليس (1814 – 1903).
اكتشف والدا كيث مواهبها الأدبية في وقت مبكر وأصرّا على إعطائها أفضل تعليم يمكن أن يقدمه ساحل المحيط الهادئ في ذلك الوقت. كانت فتاةً ذكية للغاية، فقد استطاعت أن تقرأ وتكتب بسهولة في السادسة من عمرها. قبل أن تبلغ من العمر سبع سنوات، قرر ممارسة مهنة الأدب. نشرت كيث أول عمل لها في سن الثالثة عشرة. كانت خريجة مدرسة سان فرانسيسكو الثانوية للبنات.